# Bárna
Bárna é um município da Hungria, situado no condado de Nógrád. Tem 15,39 km² de área e sua população em 2015 foi estimada em 1.024 habitantes.